# Peroxidegetal
Het peroxidegetal is het aantal peroxideverbindingen in vetten en oliën, uitgedrukt in milli-equivalent zuurstof per kilogram vet (mEq/kg). Het peroxidegetal geeft een indicatie van het bederf van het vet.
Tijdens het bederf reageren onverzadigde vetzuren met zuurstofgas in een een-reactie waarbij peroxiden en hydroperoxiden ontstaan. Hoe langer het vet is blootgesteld aan lucht, hoe meer deze reactie plaatsvindt.
Om het peroxidegetal te bepalen wordt het vet in een chloroform opgelost en vermengd met azijnzuur en kaliumjodide. Hierbij wordt het jodide door de peroxiden omgezet in jood:
{\displaystyle \mathrm {R{-}OOH\ +\ 2\ I^{-}\ +\ 2\ H_{3}O^{+}\longrightarrow \ R{-}OH\ +\ I_{2}\ +\ 3\ H_{2}O} }
Vervolgens wordt dit met de paarse indicator zetmeel gemengd en met thiosulfaat getitreerd totdat het jood weer is omgezet in jodide en de oplossing de kleur verliest:
{\displaystyle \mathrm {I_{2}\ +\ 2\ S_{2}O_{3}^{2-}\longrightarrow \ 2\ I^{-}\ +\ S_{4}O_{6}^{2-}} }
Uit de hoeveelheid getitreerd thiosulfaat kan men het aantal omgezette jodide-ionen bepalen en dus het aantal peroxideverbindingen.
Verse vetten hebben een peroxidegetal onder de 10 mEq/kg. Bij waarden boven de 30–40 mEq/kg is een duidelijk ranzige smaak van het vet merkbaar.